# 안드레이 블라소프
안드레이 안드레예비치 블라소프(러시아어: Андре́й Андре́евич Вла́сов, 독일어: Andrei Andrejewitsch Wlassow 1900년 9월 14일 ~ 1946년 8월 2일)는 제2차 세계 대전에 활약한 소련의 군인이다. 1942년 레닌그라드 공방전에서 독일의 포로가 된 후, 나치 독일에 협조하여 포로 수용소에서 모집한 러시아 해방군을 이끌었다. 전후 서방연합군에 투항했으나, 소련으로 송환되어 교수형으로 처형되었다.

## 같이 보기
- 러시아 해방군